# 早下隆士
早下 隆士 （はやした たかし、1958年 - ） は、日本の化学者。専門は分析化学。学位は工学博士（九州大学・課程博士・1985年）。上智大学教授、第15代上智大学学長。宮崎県出身。

## 略歴
- 1976年 宮崎県立宮崎大宮高等学校卒業
- 1980年 九州大学工学部合成化学科卒業
- 1982年 九州大学大学院工学研究科合成化学専攻修士課程修了
- 1985年 九州大学大学院工学研究科合成化学専攻博士課程修了（工学博士）
- 1985年 神奈川大学工学部助手
- 1989年 米国テキサス工科大学博士研究員
- 1991年 佐賀大学理工学部 助教授
- 1997年 東北大学大学院理学研究科 助教授
- 2005年 上智大学理工学部 教授
- 2010年 上智大学理工学部 学部長
- 2014年 第15代上智大学学長
- 2019年 日本イオン交換学会会長
- 2020年 シクロデキストリン学会会長
- 2020年 ホスト・ゲスト-超分子化学研究会会長
- 2021年 第63代日本分析化学会会長

## 主要著書

### 共著
早下隆士・築部浩「分子認識と超分子」（三共出版、2007）